# (31845) 2000 DK17
2000 دي كي 17 (ويعرف أيضًا باسم (31845) 2000 دي كي 17 وفق تسمية الكوكب الصغير) (بالإنجليزية: 2000 DK17)‏ هو كويكب ضمن حزام الكويكبات؛ وترتيبه 31845 من حيث الاكتشاف.
اكتُشف هذا الجُرم الفلكي بواسطة بحث لنكولن عن الكويكبات القريبة من الأرض في 29 فبراير 2000.

## وصلات خارجية
- (31845) 2000 DK17 في قاعدة بيانات مختبر الدفع النفاث لأجرام النظام الشمسي الصغيرة

- الاكتشاف · مخطط المدار ·  العناصر المدارية · المعلمات المادية

- (31845) 2000 DK17 على موقع ويكي سكاي: DSS2, SDSS, GALEX, IRAS, Hydrogen α, X-Ray, Astrophoto, Sky Map, Articles and images